# پاشاکی (لاهیجان)
پاشاکی روستایی در شرق استان گیلان، در بیست کیلومتری غرب شهرستان لاهیجان واقع شده است.
روستای پاشاکی از چند محله به نام بادان محله، پاشاکی بالا، پاشاکی پایین، کرد محله و پشتاسرا تشکیل شده است.

## آب و هوا
آب و هوای پاشاکی به علت مجاورت دریای کاسپین و کوه دلفک، معتدل و مرطوب است.
محمد علی کریمی پاشاکی معروف به علی کریمی بازیکن سرشناس فوتبال ایران و آسیا اصالتاً اهل این منطقه از شمال ایران است.

## مردم‌شناسی

### زبان
زبان مردم این روستا گیلکی می‌باشد.

### سرگرمی‌ها
از تفریحات سالم مردم این روستا می‌توان به شنا، کشتی گیله مردی و صید ماهی به وسیله تور ماهیگیری و سبد و قلاب اشاره کرد.

### صنایع دستی

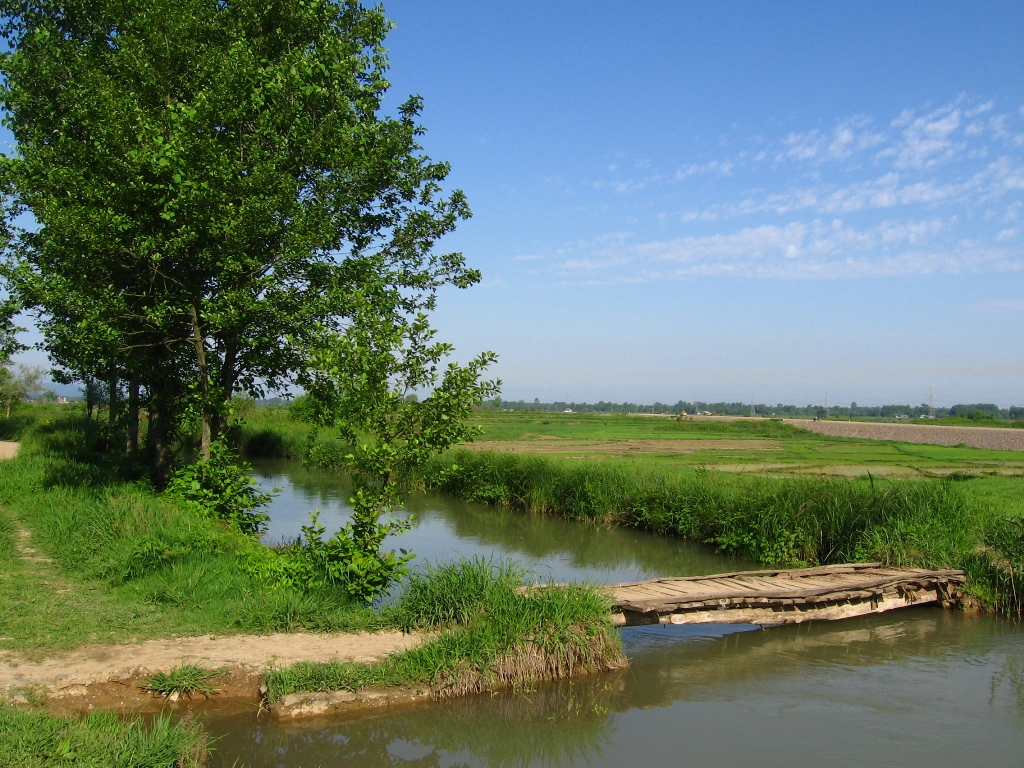
روستای پاشاکی-بادان محله

کوف وُجی، حصیر بافی، شال بافی، زنبیل بافی و بافت پیراهن ابریشمی

### خوراک
خوراک اصلی مردم این روستا برنج به صورت کته با خورشهایی مثل ترش فسنجان، میرزا قاسمی، ترش تره، سیروابیج، ماهی شورودودی، باقالا قاتوق، شیرین قاتوق، مرغانه قاتوق، مرغ ترش، زیتون پرورده و… می‌باشد.

### شخصیت‌ها
این روستا خاستگاه خانواده فوتبال ایران و آسیا علی کریمی و زادگاه برادرش فرشید کریمی می‌باشد.

## کشاورزی

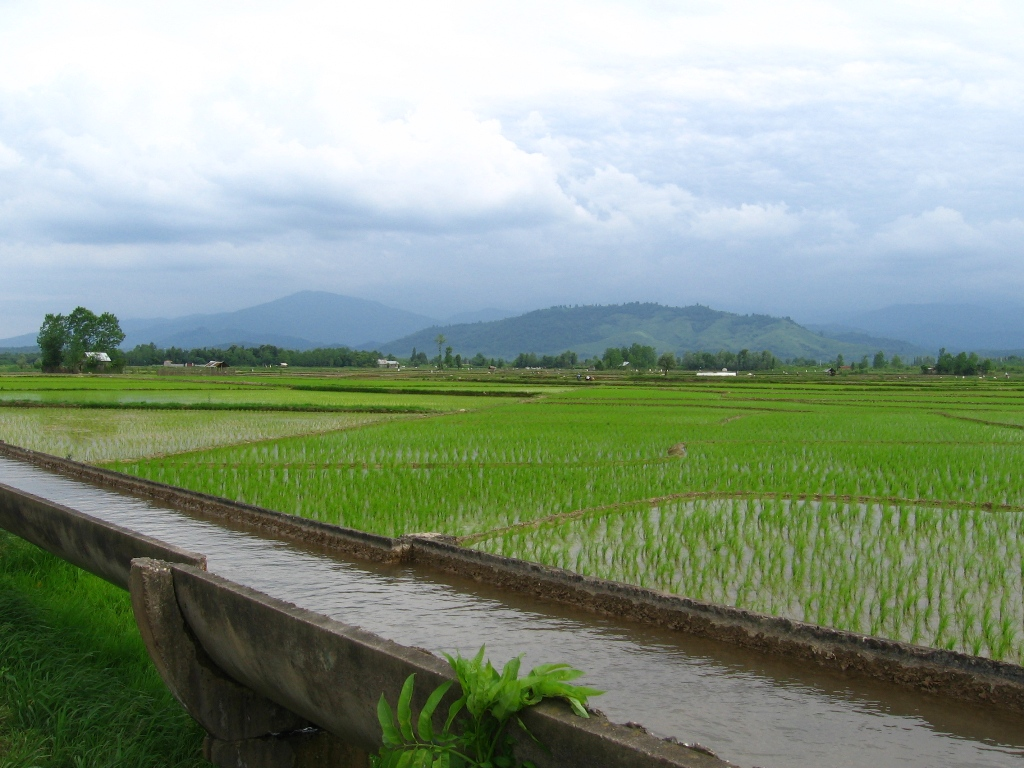
نمایی از شالیزار و کانال آبیاری روباز هوایی

پاشاکی به علت شرایط اقلیمی وآبرفتی، کانون اصلی فعالیت‌های کشاورزی (شالیکاری) بوده و از محصولات آن می‌توان به برنج، چای، آلوچه، سیب، گلابی جنگلی اشاره کرد،
همچنبن پرورش کرم ابریشم در کنار باغات توت پرورش طیور و احشام از قبیل اردک، مرغ، غاز، گاو و اسب نیز در این روستا متداول است.